# Enzo Stretti
Enzo Stretti est un multi-entrepreneur suisse.
Il fait partie du forum des 100 qui regroupe les cent personnalités qui « font la suisse romande ». Il fait des apparitions notables dans les quotidiens tels que Le Matin, 24 heures, ou encore The New York Times ; il doit son apparition dans ce dernier à son concept du « 45 km/h »
Cet entrepreneur s'engage également dans le domaine du cyclisme avec Festina où il aide à la création d’une équipe espoir, et le domaine footballistique avec des clubs tels que la Juventus, Lausanne-sport, FC Yverdon et le FC Renens,,.
Il est également actif dans le milieu du vin plus exactement dans l'importation de grands vins italiens tels que le Sassicaia de la Tenuta San Guido
En août 2018 il reprend un restaurant théâtre dans le but de ressusciter « les Faux Nez » institution mythique dans la culture lausannoise disparue en 1994.  

## 45km/h
Profitant d’un vide juridique Enzo Stretti démocratise le concept de la voiture 45 km/h : avant 2008, toute personne possédant le permis de conduire suisse de la catégorie B (voiture de tourisme) pouvait en cas de retrait de permis circuler avec une voiture bridée à 45 km/h,.
Ayant compris cela et à la tête d’une entreprise de location de voiture (Enzolocation), Enzo Stretti a l’idée de mettre à disposition des véhicules bridés à 45 km/h. 